# Johann Most
Johann Most (Augsburgo, Alemania; 5 de febrero de 1846-Cincinnati, Ohio; 17 de marzo de 1906) fue un anarquista alemán, más conocido por popularizar la estrategia de la «propaganda por el hecho», la cual apostaba por una acción decisiva por parte de los individuos para inspirar la acción del resto. Most establecía que «el sistema actual será más rápido y radicalmente vencido eliminando a todo opositor». Most prefería el método del atentado principalmente a través de explosivos por lo cual ganó el apodo de Dynamost, aunque curiosamente no se conoce a ciencia cierta si haya participado en acciones políticas de corte violento. 
Most fue contemporáneo de muchos otros famosos anarquistas, tales como Emma Goldman, Alexander Berkman y Errico Malatesta, quienes lo respetaban pero diferían de algunos de sus métodos políticos. Most era además un fuerte seguidor de los ideales de la emancipación de la clase del proletariado. Con el tiempo Most empieza a favorecer la concienciación de los trabajadores y su organización libre a través de tácticas ajenas de dogmas e insensateces "radicales", por lo que empezaba a condenar cualquier indicio de violencia gratuita y pseudo-revolucionaria.

## Freiheit
Publicó un conocido periódico anarquista denominado Freiheit, popular entre los libertarios de Austria, Bohemia y Hungría. Originalmente publicado en Londres, luego siguió publicándose en Nueva York, con amplia acogida además entre los alemanes en el exilio. En él se nota su evolución desde sus originales posturas incendiarias hacia finalmente la preferencia por la educación y la estrategia de organización revolucionaria con principios formativos.